# Francesca Ciardi
Francesca Ciardi, née le 26 juillet 1954 à Rome, est une actrice italienne.

## Biographie
Elle a grandi à Rome dans le quartier de Parioli. Elle est choisie par Ruggero Deodato, lors d'une audition en Italie, qui lui confie le rôle de Shanda Tomaso dans son controversé Cannibal Holocaust pour son caractère entreprenant et particulièrement extravagant. Ciardi a ensuite joué un rôle dans Tunnel et elle participe encore à quatre autres films avant de quitter le cinéma. Plus de 20 ans après sa dernière apparition, elle est revenue en 2014 pour jouer dans le film d'épouvante à petit budget Death Walks.

## Filmographie

### Cinéma
- 1980 : Cannibal Holocaust de Ruggero Deodato : Faye Daniels
- 1980 : Tunnel (Eroina) de Massimo Pirri : la trafiquante de drogue
- 1985 : La ragazza dei lillà de Flavio Mogherini
- 1987 : Adieu Moscou (Mosca addio) de Mauro Bolognini
- 2016 : Death Walks (en) de Spencer Hawken (en) : Lucrezia

### Télévision
- 1981 : Storia di Anna (Série TV) : La fille avec le chien
- 1985 : Caccia al ladro d'autore (Série TV) : La fille avec le pin
- 1987 : Lo scomparso de Marcello Baldi (Téléfilm) : Mariolina
- 1991 : Safari de Roger Vadim (téléfilm)